# Henrik Winblad von Walter
Henrik Larsson Winblad von Walter, före 1688 Winblad, död omkring 1690, var en svensk ämbetsman.

## Biografi
Henrik Winblad von Walter arbetade som notarie i Åbo rådstuvurätt. Han blev 1664 handlingsskrivare i Åbo hovrätt och 28 april 1671 häradshövding i hela Västerbotten med dess lappmarker. Winblad von Walter överfördes 4 december 1680 till befattningen som häradshövding i Västerbottens norra kontrakts domsaga med Torneå och Kemi lappmark. Han adlades Winblad von Walter 24 januari 1688 tillsammans med sin svärfar Henrik Walter och introducerades i Sveriges Riddarhus 1689 som nummer 1127. Winblad von Walter avled omkring 1690.

### Familj
Winblad von Walter gifte sig 1680 med Catharina von Walter, som var dotter till överstelöjtnanten Henrik von Walter vid Västerbottens regemente och Catharina Frijs. De fick tillsammans barnen militären Henrik Winblad von Walter (1681–1709), Anna Winblad (1682–1682), Christina Winblad von Walter (1684–1755) som var gift med majoren Petter Marschell i Västerbottens regemente och kaptenen Lars Widegren vid samma regemente, fänriken Casper Winblad von Walter (1685–1709) vid Västerbottens regemente, militären Lorentz Winblad von Walter (1688–1709) och fänriken Gustaf Henrik Winblad von Walter (1689–1743) vid Västerbottens regemente. Efter Winblad von Walters död gifte Catharina von Walter om sig med överstelöjtnanten Jakob Grubbe.